# Draculoides vinei
Espèce
Synonymes
- Schizomus vinei Harvey, 1988

Draculoides vinei est une espèce de schizomides de la famille des Hubbardiidae.

## Distribution
Cette espèce est endémique du Gascoyne en Australie-Occidentale,. Elle se rencontre dans des grottes dans la chaîne du Cap.

## Description
Les mâles mesurent de 6,20 à 6,43 mm et les femelles de 5,12 à 6,49 mm.

## Étymologie
Cette espèce est nommée en l'honneur de Brian Vine.

## Publication originale
- Harvey, 1988 : A new troglobitic schizomid from Cape Range, Western Australia (Chelicerata: Schizomida). Records of the Western Australian Museum, vol. 14, p. 15–20 (texte intégral).